# Trigomphus citimus
Trigomphus citimus – gatunek ważki z rodziny gadziogłówkowatych (Gomphidae).